# Kimenzan Tanigorō
Kimenzan Tanigorō (鬼面山 谷五郎; ¿1826? – 7 de septiembre de 1871) fue un luchador de sumo profesional japonés. Es el décimo tercer (13°) yokozuna en la historia del sumo, y el primero en ser promovido al rango durante la era Meiji.

## Carrera
Kimenzan nació en el Distrito de Washizu, Provincia de Mino (actualmente Yōrō, Prefectura de Gifu). Su nombre real fue Tanaka Shin'ichi (田中 新一). Se crio dentro de una familia de agricultores. Mientras trabajaba cargando rocas su fuerza física fue mejorando, por lo que decidió unirse al Establo Takekuma a la edad de 13 años bajo el tutelaje del ex ōzeki del período Edo Kotōzan.
En el torneo de febrero de 1852, Kimenzan piso por primera vez el dohyō utilizando el shikona, o nombre de ring, Hamaikari (濱碇), el cual luego cambió por Iyatakayama (彌高山). Durante este tiempo, fue conocido como uno de los "Cuatro Reyes Celestiales de Awa" junto a Jinmaku, Onaruto[ja] y Nijigatake[ja], los cuales eran todos rikishi dentro del Dominio de Tokushima. En aquellos tiempos, los luchadores eran designados como vasallos de los señores feudales, obteniendo un estatus similar al de los samurai, y siendo campeones dentro del dominio al cual pertenecían. Sin embargo, dado que Jinmaku luego se incorporó al Dominio de Matsue y después al Dominio de Satsuma, se estima que Kimenzan y Jinmaku desarrollaron una fuerte rivalidad entre ambos lo cual resultó en varios "combates reñidos".
Kimenzan fue promovido al rango de ōzeki en noviembre de 1865. No obstante, este no fue agregado al banzuke de noviembre de 1866. Según reportes, este había tenido una disputa con los ancianos de la Asociación Japonesa de Sumo. Kimenzan fue promovido nuevamente al rango de ōzeki en junio de 1868. Durante el torneo de febrero de 1869, se convirtió en el primer luchador de la era Meiji en recibir la licencia de yokozuna de parte de la prominente Familia Yoshida. En ese momento tenia 43 años de edad, convirtiéndolo también en el luchador de sumo más viejo en ser promovido al yokozuna. Debido a su edad, no tuvo una carrera muy larga como yokozuna, retirándose luego en noviembre de 1870. Kimenzan fue conocido por su fuerte ataque ofensivo manteniendo un sólida postura con la mano derecha, pero incluso cuando lograba conseguir una posición sólida, sus ataques a veces eran forzados, provocando a menudo que quedase retrasado. Su registro desde que obtuvo la licencia fue de 17 victorias, 3 derrotas, 2 empates, y 14 retenciones. En la división makuuchi, obtuvo un total de 143 victorias y 24 derrotas, manteniendo un porcentaje del 85,6%. Debido a su rango como yokozuna, también recibió el derecho de obtener un ichidai-toshiyori-kabu, lo cual le permitió convertirse en maestro utilizando su shikona.
Kimenzan falleció el 7 de septiembre de 1871 a tan solo un año de su retiro como luchador activo, con tan solo 46 años. Su tumba se ubica actualmente dentro del Templo Tokurin-ji, en su ciudad natal de Yōrō, Prefectura de Gifu.

## Homenajes
Un monumento a Kimenzan se encuentra ubicado en su ciudad natal de Yōrō, Prefectura de Gifu.

## Historial
- Las fechas en las cuales se realizaban los torneos en esta época a menudo variaban.

| Año | Primavera                            | Invierno                          |
| --- | ------------------------------------ | --------------------------------- |
| 1857 | Maegashira Este #7 8–0–2             | Maegashira Este #4 6–2–2          |
| 1858 | Maegashira Este #2 8–0–2 No oficial  | Cancelado por incendio            |
| 1859 | Komusubi Este 8–0–1 1E No oficial    | Komusubi Este 6–2–2               |
| 1860 | Komusubi Este 8–1–1                  | Komusubi Este 6–0–1 No oficial    |
| 1861 | Komusubi Este 3–1–5 1R               | Komusubi Este 6–1–3               |
| 1862 | Komusubi Este 6–1–2 1E               | Sekiwake Este 6–3–1               |
| 1863 | Sekiwake Este 7–0–2 1E 1R No oficial | Sekiwake Este 7–0–1 2E No oficial |
| 1864 | Sekiwake Este 5–0–3 2E               | Sekiwake Este 5–3–2               |
| 1865 | Sekiwake Este 5–2–2 1R               | Ōzeki Este 4–0–3 3E 1R            |
| 1866 | Ōzeki Este 7–0–1 1E 1R No oficial    | No registrado                     |
| 1867 | Komusubi Este 5–0–1 3E 1R            | Komusubi Este 4–0–5 1E            |
| 1868 | Ōzeki Oeste 1–2–6 1R                 | Ōzeki Oeste 9–0–1 No oficial      |
| 1869 | Ōzeki Oeste 7–2–1                    | Ōzeki Oeste 6–0–2 2E              |
| 1870 | Ōzeki Oeste 4–1–5                    | Ōzeki Oeste Retirado 0–0–10       |
| Resultados mostrados como victoria–derrota–ausencia Campeón en primera división Retirado Divisiones bajas Leyenda: E: Empate (引分); R: Retención (預り); SR: Sin resultado Divisiones: Makuuchi — Jūryō — Makushita — Sandanme — Jonidan — Jonokuchi Rangos del Makuuchi: Yokozuna — Ōzeki — Sekiwake — Komusubi — Maegashira |                                      |                                   |

*Antes del torneo de verano de 1909, los campeonatos no se entregaban a los luchadores con el mejor registro, por ende, los campeonatos listados arriba son considerados como "no oficiales" en la actualidad. Para mas información ver yūshō.